# Jessica Préalpato
Jessica Préalpato, née le 15 septembre 1986 à Mont-de-Marsan dans les Landes, est une chef pâtissière française. 
Elle travaille de 2015 à 2021 au restaurant Plaza Athénée à Paris, où elle est « l'une des rares cheffes pâtissières officiant en restaurant 3 étoiles ». 
En juin 2019, elle est la première femme à être sacrée « Meilleure chef pâtissière du monde 2019 », dans la version originale « World’s Best Pastry Chef 2019 », par le classement du World's 50 Best Restaurants. En novembre de la même année, elle est distinguée « pâtissière de l’année » dans la 50e édition du Gault & Millau.

## Parcours
Jessica Préalpato grandit à Mont-de-Marsan, où ses parents tiennent une boulangerie-pâtisserie dans le quartier Saint-Médard,. Après un bac littéraire et quelques semaines d'études de psychologie, elle intègre le lycée hôtelier de Biarritz, et décroche en 2008 un BTS mention « cuisinier en dessert de restaurant ». Elle débute à la Chèvre d’or à Èze avec Philippe Labbé, puis à l’hostellerie de Plaisance avec Philippe Etchebest à Saint-Emilion. En 2009, elle rejoint les frères Ibarboure à Bidart (Pyrénées-Atlantiques), en tant que commis puis demi-chef de partie pâtisserie. L'année suivante elle intègre comme chef de partie les cuisines de Frédéric Vardon pour l'ouverture du restaurant le 39V, à Paris. Elle devient ensuite sous-chef junior du Park Hyatt Paris Vendôme. 
En novembre 2012, Jessica Préalpato est rappelée par Frédéric Vardon qui lui confie la mission de chef exécutif pâtissière du groupe Corfou. Ces missions la font voyager en France et à l’étranger et lui permettent d'enrichir son expérience au contact de nouvelles cultures culinaires dans des villes comme Dubaï, Tokyo, Beyrouth, Saint-Pétersbourg.
En novembre 2015, elle est recrutée par Alain Ducasse après un entretien de trois minutes et devient chef pâtissière au restaurant Alain Ducasse au Plaza Athénée, auprès du chef Romain Meder. Là, elle adapte sa façon de travailler les desserts au concept de « naturalité » en cuisine promu par Alain Ducasse, en mettant en valeur le produit et en travaillant les produits de saison. Elle développe une « pâtisserie cuisinée » avec moins de sucre.
En 2018, Jessica Préalpato fait partie des chefs pâtissiers invités comme jurés lors d'une épreuve de la saison 9 de Top Chef sur M6.
Toujours en 2018, elle est la seule femme chef pâtissière dans un restaurant triplement étoilé avec Christelle Brua (Pré Catelan).
Jessica Préalpato incarne la « desseralité », nouvelle tendance pâtissière qui privilégie des desserts plus naturels, respectueux de l'environnement et moins sucrés, dans le sillage de la « naturalité » en cuisine promue par Alain Ducasse.
Le mardi 11 juin 2019, elle est distinguée « Meilleure chef pâtissière du monde 2019 » (« World’s Best Pastry Chef 2019 ») par le classement du World's 50 Best Restaurants, succédant ainsi à Cédric Grolet qui avait été distingué par ce même classement en 2018. Elle est la première femme à recevoir cette distinction ; la pâtissière Christelle Brua avait été pour sa part la première femme à être distinguée « Meilleur pâtissier de restaurant du monde 2018 », distinction attribuée par l'association Les Grandes tables du monde,.
En novembre 2019, Jessica Préalpato est jurée lors de deux épreuves des quarts de finale de la saison 11 de Top Chef, diffusée en 2020 sur M6. Elle demande la réalisation d'une tarte aux fruits moderne qui respecte ses critères de « desséralité » puis départage les deux candidats ex-æquo sur une épreuve « coup de feu » portant sur un riz au lait.
Le même mois, le Gault & Millau la désigne pâtissière de l'année pour son édition 2020.
Après le départ du chef Alain Ducasse du Plaza Athénée en 2021, elle travaille à Londres en 2022 et projette d'ouvrir une boulangerie-pâtisserie à Paris.
En 2023, elle est jurée de l'épreuve créative d'un épisode du Meilleur Pâtissier sur M6 sur le thème des animaux.

## Publications
- Jessica Préalpato, Desseralité, Alain Ducasse Éditions, 8 novembre 2018  (ISBN 2841239934)